# ابرتقارن
در فیزیک ذرات اَبَرْتقارن تقارنی‌ است که ذرّات بنیادی دارای یک اسپین به‌ویژه را به ذرات بنیادی‌ای با اسپین ۱/۲ متفاوت که آن‌ها را ابرجفت می‌نامند مرتبط می‌کند. به بیان دیگر در یک تئوری ابرمتقارن برای هر نوع بوزون یک نوع فرمیون متناظر وجود دارد و بالعکس.
تا کنون (۲۰۲۰) سرنخ های غیر مستقیمی مبنی بر وجود ابرتقارن به عنوان یکی از تقارن‌های طبیعت به دست آمده است. از آنجا که جفت‌های ابرتقارنی ذرات مدل استاندارد تاکنون مشاهده نشده‌اند، اگر ابرتقارن وجود داشته باشد، تقارنی شکسته‌است. با شکسته‌شدن تقارن ذرات ابرتقارنی سنگین می‌توانند بود.
دیدگاه اصلی
همه ذرات عالم را میتوان به دو دسته تقسیم کرد:
1. بوزون ها
2. فرمیون ها

طبق پیشبینی نظریه ریسمان، نوعی ارتباط به نام ابر تقارن بین این دو ذره وجود دارد. با توجه به ابر تقارن باید به ازای هر بوزون، یک فریمیون و به ازای هر فرمیون، یک بوزون وجود داشته باشد.
تقارن ها دو ضلع اصلی دارند آن دو ضلع دوزند ها فرمیون ها است که همه آن اضلاع در عملکرد آن مهم است.